# Töte zuerst
Töte zuerst – Der israelische Geheimdienst Schin Bet (hebräisch שומרי הסף, englisch The Gatekeepers) ist ein israelischer Dokumentarfilm von Regisseur Dror Moreh. Sechs ehemalige Chefs des israelischen Inlandsgeheimdienstes Schin Bet – Avraham Schalom, Ja’akov Peri, Karmi Gilon, Ami Ajalon, Avi Dichter und Juval Diskin – berichten über ihre Arbeit. Der Dokumentarfilm wurde 2013 für einen Oscar nominiert.

## Inhalt
Eines der übergeordneten Themen des Filmes ist die Rechtmäßigkeit und ethische Rechtfertigung der Okkupation der Palästinensergebiete, der Einsatz von Folter an palästinensischen Gefangenen, die ethische Rechtfertigung sogenannter gezielter Tötungen und das Töten bzw. Verletzen von Unbeteiligten bei derartigen Aktionen.
Die Ereignisse, über die der Film berichtet, werden mit Archivaufnahmen und computeranimierten Szenen illustriert. Im Wesentlichen ist der Film in sieben Teile gegliedert:
- Keine Strategie, nur Taktiken: Hier wird die Rolle beschrieben, die der Shin Bet während des Sechs-Tage-Kriegs und der anschließenden Besetzung des Westjordanlandes, des Gazastreifens, der Golanhöhen und Ost-Jerusalems spielt.
- Vergiss die Moral: Über die Kav-300-Affäre im Jahre 1984, bei der zwei bereits gefangengenommene palästinensische Entführer von Agenten des Schin Bets ermordet wurden.[2]
- Des einen Terrorist ist des anderen Freiheitskämpfer: Über den Friedensprozess nach dem Oslo-Abkommen.
- Unser eigenes Fleisch und Blut: Über jüdischen Terrorismus der Untergrundbewegung des Gusch Emunim und die Ermordung von Jitzchak Rabin durch Jigal Amir.
- Der Sieg lässt dich leiden: Über Verhandlungen mit den Palästinensern während der Zweiten Intifada.
- Kollateralschaden: Über die Tötung Yahya Ayyashs und anderer Hamas-Terroristen und die dabei zu Tode gekommenen Unbeteiligten.
- Der alte Mann am Ende des Ganges: Über das Infragestellen der eigenen Arbeit und dessen ethischen und strategischen Einfluss auf den Staat Israel.

## Hintergrund
Zu den Ko-Produzenten gehören Arte und der NDR.
Die ursprünglich im Bildverhältnis 4:3 gedrehten Archivaufnahmen wurden horizontal verzerrt, um in das Seitenverhältnis 16:9 der Dokumentation zu passen.
Regisseur Moreh berichtete in Interviews, dass ihn Errol Morris’ Dokumentation The Fog of War: Eleven Lessons from the Life of Robert S. McNamara zu dem Film inspiriert habe.
Die Animationen wurden von der französischen Firma Mac Guff geliefert.

## Auszeichnungen
- Los Angeles Film Critics Association Award 2012
  - Bester Dokumentarfilm
- National Board of Review Award 2012
  - Top 5 Dokumentarfilme
- National Society of Film Critics Award 2013
  -  Bester Non-Fiction-Film
- New York Film Critics Circle Award 2012
  - Bester Non-Fiction-Film: 2. Platz
- nominiert für:
  - Oscar 2013; Kategorie: Bester Dokumentarfilm
  - Producers Guild of America Award 2013; Kategorie: Bester Dokumentarfilm
  - Grimme-Preis 2014